# Karshomyia triangularis
Karshomyia triangularis är en tvåvingeart som beskrevs av Ephraim Porter Felt 1918. Karshomyia triangularis ingår i släktet Karshomyia och familjen gallmyggor. Inga underarter finns listade i Catalogue of Life.